# 埃哈德·文德利希
埃哈德·文德利希（德語：Erhard Wunderlich，1956年12月14日—2012年10月4日），德国男子手球运动员。他曾代表西德参加1984年夏季奥林匹克运动会手球比赛，获得一枚银牌。他于2012年因皮肤癌去世。